# 有村雄助
有村 雄助（ありむら ゆうすけ）は、幕末の薩摩藩士、尊攘派志士。諱は兼武。
兄に後の貴族院議員・海江田信義（有村俊斎）、弟に有村次左衛門がいる。

## 生涯

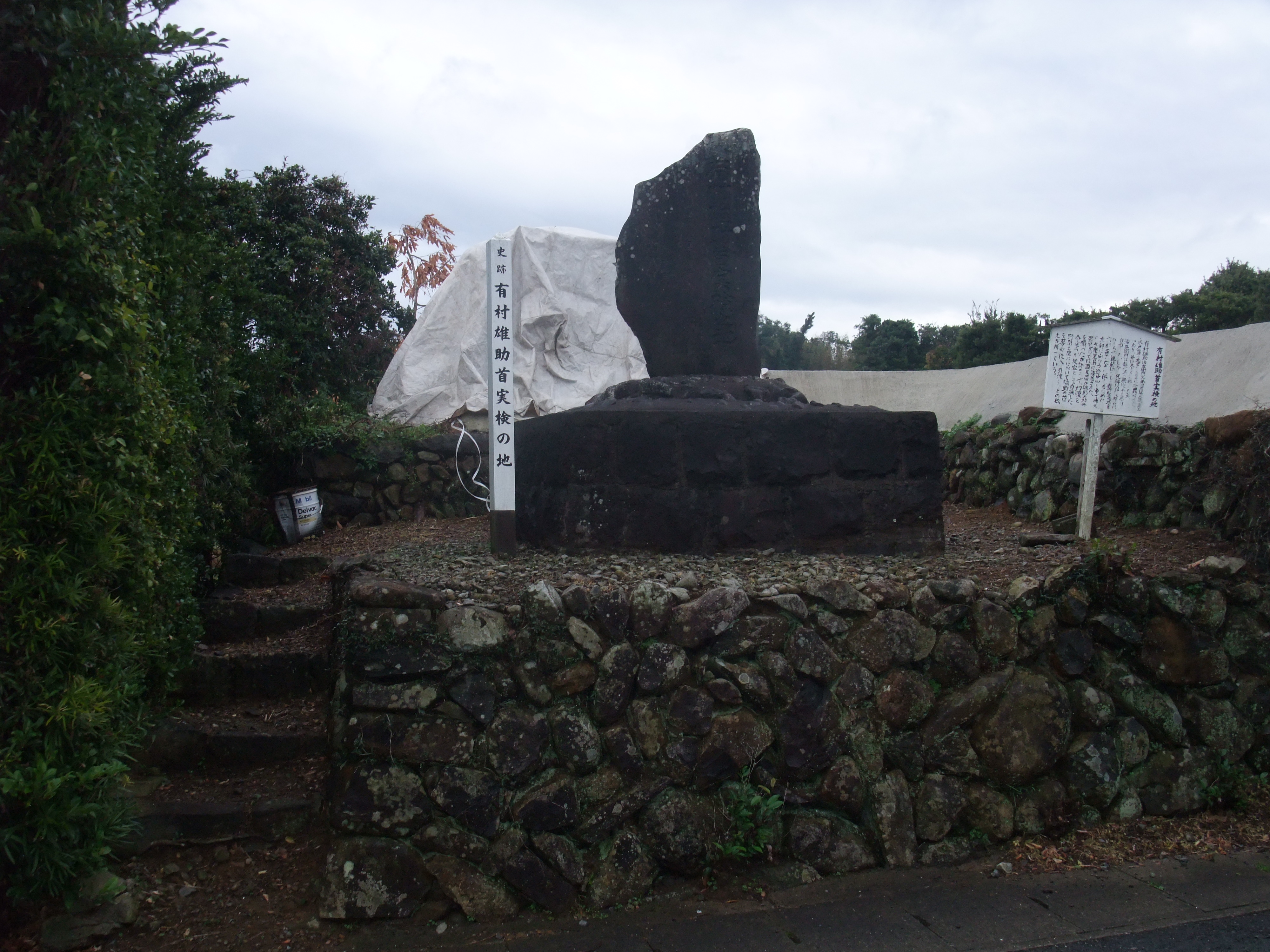
鹿児島県出水市の野間之関址近くに残る有村雄助首実検の地

薩摩藩士・有村兼善の三男。母は連寿尼（森元高見の娘）。安政5年（1858年）、次兄の次左衛門とともに脱藩して江戸で尊攘活動を行い、水戸藩士高橋多一郎らの志士と交流を深める。安政6年（1859年）、安政の大獄が起きるとそれに憤慨し、その実行者である大老井伊直弼の暗殺と京都・大坂での挙兵を計画する。
翌安政7年3月3日（1860年3月24日）の朝、桜田門外の変で井伊が次左衛門や水戸浪士らに暗殺されると、それに呼応して水戸藩士金子孫二郎、佐藤鉄三郎とともに京都に向かう。しかし、幕府によって藩士が捕らえられることを恐れた薩摩藩では、道中の伊勢四日市で有村らを捕縛し、伏見の薩摩藩邸に送った。当時の伏見奉行は薩摩藩が任ぜられていたが、金子、佐藤を庇いきれず幕府の手に渡されて江戸に護送され、雄助は薩摩に護送された。鹿児島では盟友一同が雄助の助命を願ったが許されず、万延元年3月24日（1860年4月14日）、幕府の探索が鹿児島に迫ると、藩命によって切腹を命ぜられ、従容として自決した。ただし藩が切腹を命じたことを隠すため、介錯は固く禁じられ、一人では無理な場合に親類が手を添えることは許すという異例の内容であった。
幕府役人が熊本藩佐敷宿（現在の熊本県芦北町）に到着すると、藩は賄賂を渡して懐柔し、一旦埋葬していた有村雄助の遺体を藩境の外まで担いで行って検死させた 。野間之関跡付近には、遺体を引き渡したと伝わる場所に碑が残っている。薩摩藩江戸留守居役から幕府へは、雄助が護送中に逃亡して出水付近で自殺したと報告された。
有村雄助の死の経緯については、内容の異なる史料が複数存在する。例えば、元常陸府中藩士の武石信徴の『櫻東雄略伝』では刎頚の友の奈良原喜八郎（のちの繁）が介錯したとある。当時薩摩藩の庁議を聞いていた市来四郎は『大久保利通日記』の介錯なしの情報が正しいと述べている。また、同証言によれば検死したのは（首を落としていない）遺体だが、前述の碑には「首実検」とある。
享年26。墓所は青山霊園。明治35年（1902年）贈従四位。